# 話し合い解散
話し合い解散（はなしあいかいさん）は、1958年4月25日の衆議院解散の俗称。

## 概要
第28回通常国会は1957年12月20日に召集された。政界では1955年2月の総選挙以来、鳩山一郎、石橋湛山、岸信介と首相が就任したが、長らく総選挙が無かったことから、社会党が強く解散を要求し、自民党内にも解散を目指す動きがあった。自民党内では主流派の岸・佐藤派は岸体制の早期確立を目指して1月の解散を考え、池田派・三木派らもこれに同調していたが、大野派・河野派は1月解散に強く反対し、解散は予算案を成立させてから、野党も納得する時期に行うべきとして秋の解散を主張した。岸首相も大野派・河野派の主張に折れる形で1月解散を断念した。2月3日に社会党は早期解散を目指して衆議院解散要求決議案を提出して、採決の結果否決された。それでも衆議院解散モードが進行する中で、3月31日に1958年度予算案は可決・成立した。4月に入り、世間の関心は解散総選挙に集中した。
1958年4月18日に益谷秀次衆議院議長の立会の下で衆議院議長応接室で岸首相と鈴木茂三郎日本社会党委員長による党首会談で法案審議促進に野党が協力し、野党が内閣不信任決議案を上程した時点で衆議院を解散することで合意する。朝日新聞は1958年4月19日の記事で「解散の大体の日取りや、その運び方が与野党の話し合いによって、あらかじめ決められたことは前例がなく、18日の話し合い通りに解散が行われれば、国会史上に新例をつくることになろう」と論評した。
4月25日に衆議院に内閣不信任決議案が上程される。社会党議員の河上丈太郎が内閣不信任の趣旨説明を行い、自民党議員の三木武夫の反対討論が終わった直後に採決を経ずに衆議院解散となった。
1955年の社会党再統一と保守合同による55年体制後の初の総選挙となった。
後に岸は「衆議院の解散は、憲法第七条に基づく内閣総理大臣の専権事項である。しかし、解散の名分、手続きが野党や世論にも納得でき、堂々と仕切りをして立つ横綱相撲がとれるならそれに越したことはない」と語っている。

## 転用
転じて、与野党間の協議によって事前に申し合わせた上で衆議院解散を行うことをいう。